# A Day in the Hayfields
A Day in the Hayfields er en britisk stumfilm fra 1904 af Cecil M. Hepworth.